# Carocha

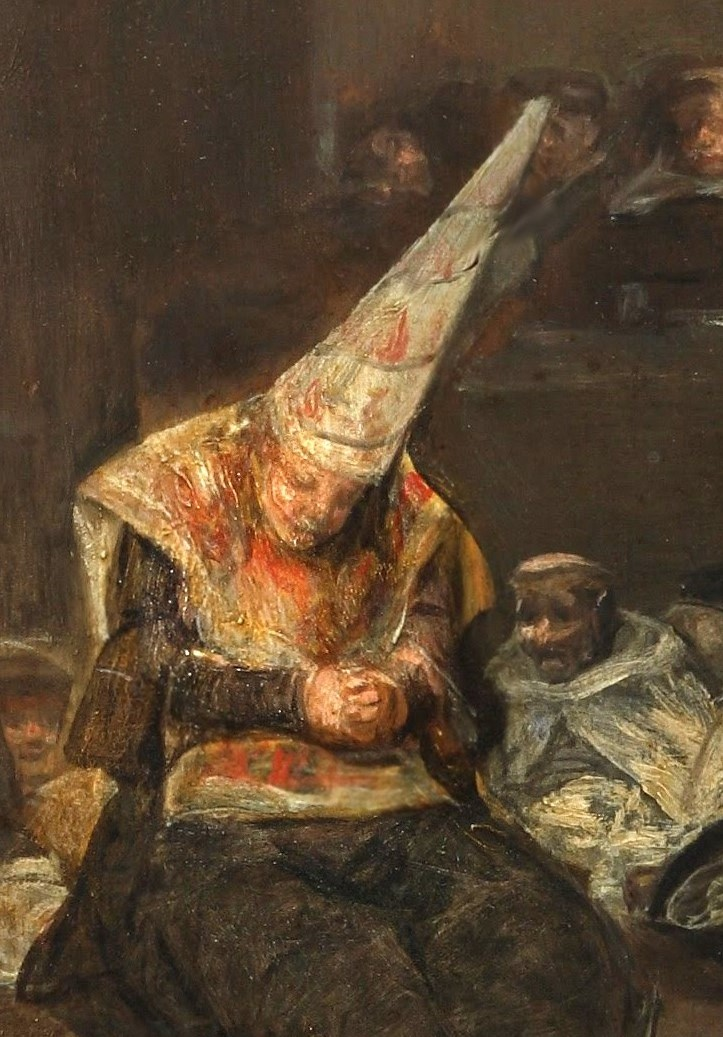
Verurteilter mit Carocha und Sanbenito

Die Carocha (spanisch coroza) (oder Ketzermitra) war eine kegelförmige Kopfbedeckung aus Pappe, die bestimmte Angeklagte der Spanischen Inquisition während des Autodafés und später auf dem Weg zur Hinrichtung zusammen mit dem Sanbenito (Überwurf) tragen mussten. Die Carocha war häufig mit Bildern verziert, die auf die begangene Tat oder die zu vollziehende Strafe anspielten.